# Punta Popper
Punta Popper är en udde i Argentina.   Den ligger i provinsen Eldslandet, i den södra delen av landet, 2 300 km söder om huvudstaden Buenos Aires.
Terrängen inåt land är platt. Havet är nära Punta Popper åt nordost. Närmaste större samhälle är Río Grande, 2,2 km väster om Punta Popper. 
Trakten runt Punta Popper består i huvudsak av gräsmarker. Runt Punta Popper är det mycket glesbefolkat, med 5 invånare per kvadratkilometer.